# Олексіїв Михайло Артурович
Михайло Артурович Олексіїв (6 лютого 2001 — 5 грудня 2022) — солдат Збройних Сил України, учасник російсько-української війни, який загинув під час російського вторгнення в Україну.

## Життєпис
Михайло Олексіїв народився 6 лютого 2001 року у м. Харків, Україна.
У період з 2007 по 2018 навчався в загальноосвітній школі у м. Харків. Після навчання переїхав з родиною до м. Мерефа, Харківської області. 
З початком російського вторгнення в Україну у лютому 2022 року добровольцем став на захист України. Боровся проти держави-терориста у складі 125-ї окремої бригади територіальної оборони ЗСУ на посаді сапера.
5 грудня 2022 року в районі виконання бойового завдання за призначенням Олексіїв Михайло вступив у контактний стрілецький бій з наступаючим противником, внаслідок якого отримав поранення несумісні з життям.
З 5 грудня до 21 грудня рахувався зниклим безвісті. 21 грудня 2022 року було організовано повторну пошукову операцію в радіусі декількох кілометрів довкола спостережного пункту навколо якого тривав, під час якої знайшли тіло загиблого військовослужбовця за 800 метрів від спостережного пункту.
Похований на кладовищі м. Мерефа, Харківської області.
У Михайла залишилися мати та сестра. 

## Нагороди
В Мереф’янській громаді, 2 жовтня 2023 року відбулось нагородження (посмертно) медалями «Незламним Героям російсько-української війни» воїнів-мереф’ян до Дня Захисників та Захисниць України. Михайло Олексіїв отримав медаль №17398 "Незламний Герой російсько-української війни" (посмертно).
В лютому 2024 року відповідно до указу Президента України №135/2023  Михайлу Олексіїву за особисту мужність і самовідданість, виявлені у захисті державного суверенітету та територіальної цілісності України, вірність військовій присязі було посмертно відзначено державною нагородою: орденом «За мужність» III ступеня.
В травні 2024 відповідно до указу Міністра оборони України №786 від 21 травня 2024 року відзначено медаллю "Захиснику України".